# چارلز گملین
چارلز گملین (انگلیسی: Charles Gmelin؛ ۲۸ مهٔ ۱۸۷۲ – ۱۲ اکتبر ۱۹۵۰) دونده اهل بریتانیا بود. 
از افتخارات وی میتوان به کسب مدال برنز ۴۰۰ متر در بازی‌های المپیک تابستانی ۱۸۹۶ اشاره کرد.